# 大公镇
大公镇，是中华人民共和国江苏省南通市海安市下辖的一个乡镇级行政单位。

## 行政区划
大公镇下辖以下地区：
贲巷社区、贲集社区、王院社区、凌东村、仲洋村、北凌村、星河村、群益村、早稼村、噇口村、于坝村、姜桥村、古贲村、常河村和马舍村。